# Lewis Price
Lewis Peter Price (født 19. juli 1984 i Bournemouth, England) er en walisisk tidligere fodboldspiller (målmand). 
Price tilbragte hele sin karriere i England, hvor han spillede i Premier League for Derby og i de lavere rækker for en lang række andre klubber. Han stoppede sin karriere i 2020 efter et ophold hos Rotherham, og nåede i alt at spille 150 kampe i det engelske ligasystem i løbet af sin 14 år lange karriere.
Price spillede desuden 11 kampe for det walisiske landshold. Han debuterede for holdet i en venskabskamp mod Cypern 16. november 2005. Han deltog også i kvalifikationskampe til både EM 2008 og VM 2014, men nåede aldrig at repræsentere Wales ved en slutrunde.